# Cryphia leprosa
Cryphia leprosa là một loài bướm đêm trong họ Noctuidae.